# 菲亚特汽车
菲亚特（義大利語：FIAT），本名義大利都靈汽車製造廠（義大利語：Fabbrica Italiana Automobili Torino），是意大利著名汽車製造公司，成立於1899年，總部位於意大利北部之都靈。

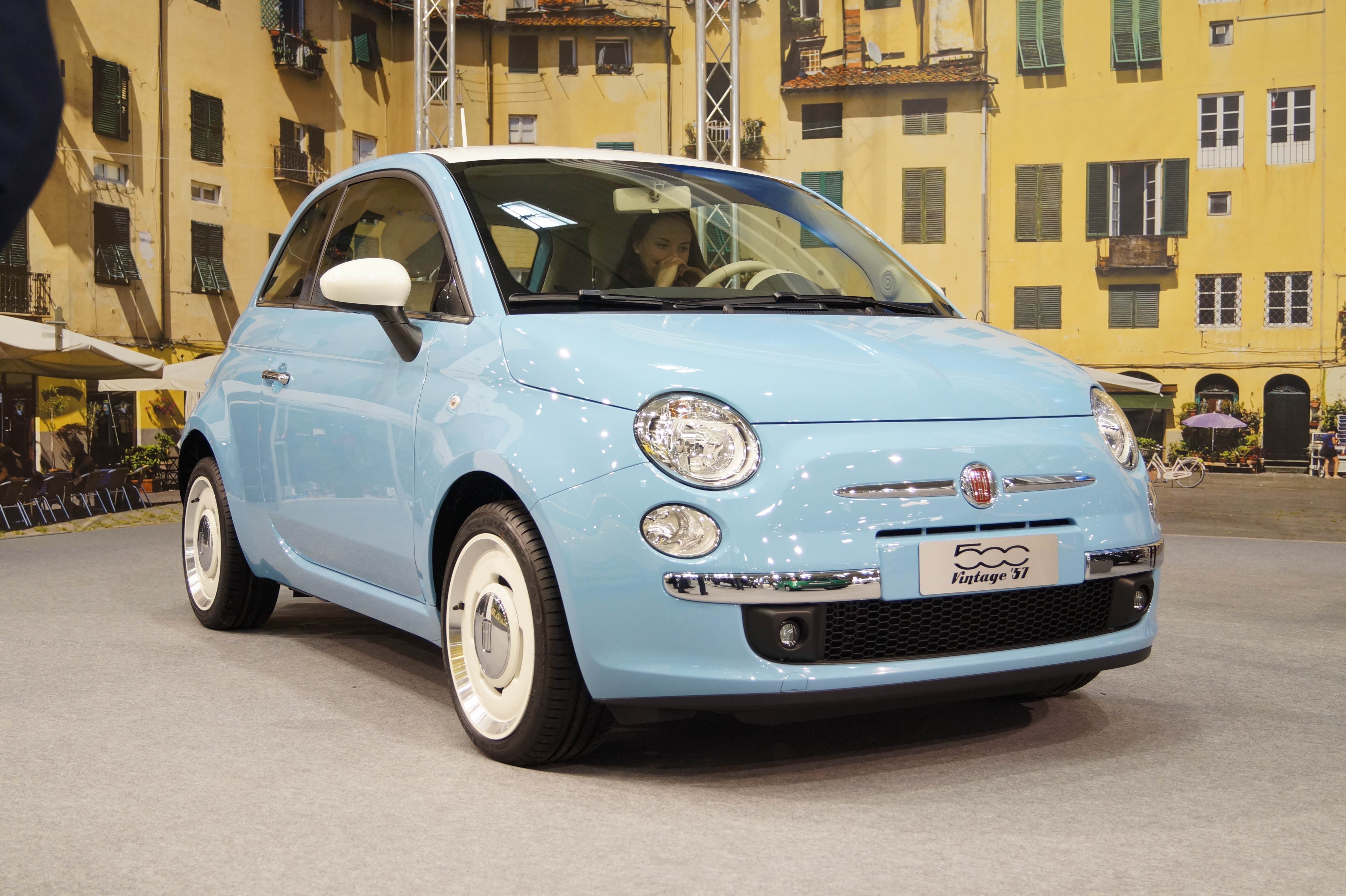
菲亞特500

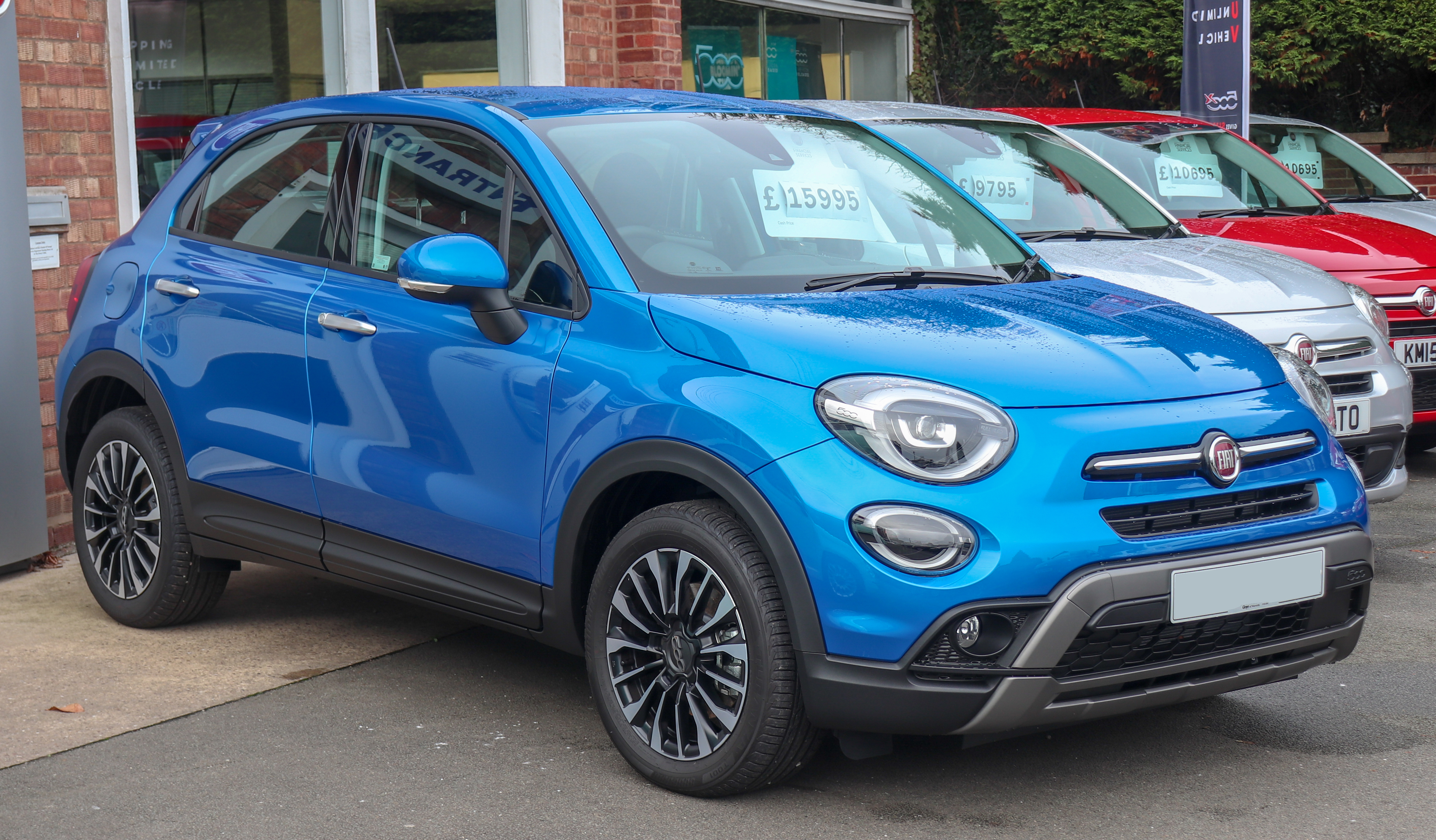
菲亞特500X

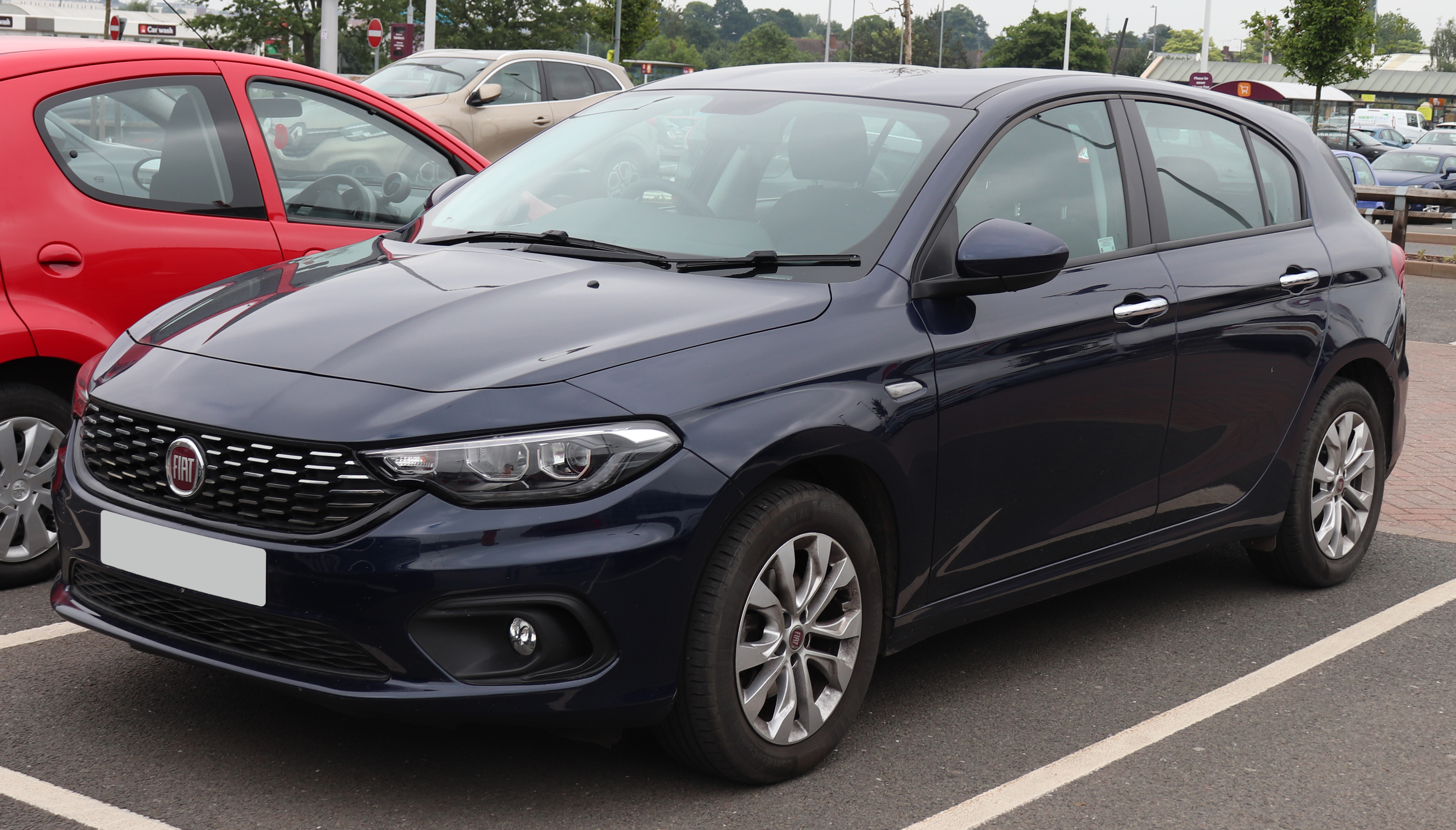
菲亞特Tipo

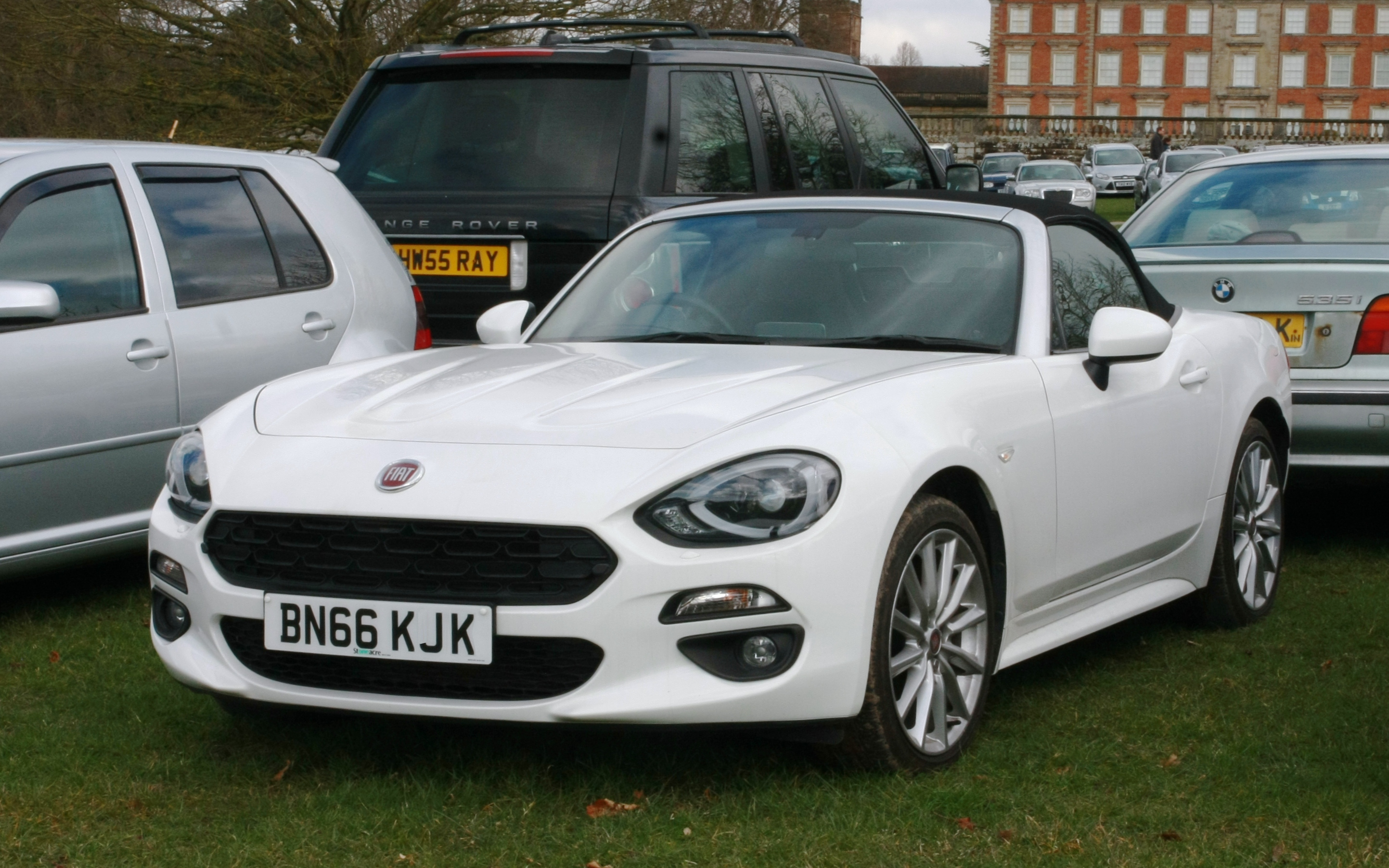
菲亞特124 Spider

FIAT旗下的著名品牌包括：飛雅特、蘭吉雅（Lancia）、阿爾法·羅密歐（Alfa Romeo）和瑪莎拉蒂（Maserati）。法拉利也是飛雅特的下屬公司，但採獨立運作的經營模式。另外，生產商用車輛的歐霸（Iveco）公司與著名汽車零組件大廠Magneti Marelli亦同樣隸屬於飛雅特。1983年開始使用在Uno車頭水箱護罩的五斜線商標代表FIAT大寫字母的五個腳，斜線顯示移動感。飛雅特汽車集團一共得過12次歐洲風雲車（Car of the year），其中飛雅特得獎9次、Alfa Romeo 2次、Lancia 1次，是所有車廠中獲獎最多次的。
飛雅特集團於2011年分拆成兩間公司，分別為飛雅特公司以及飛雅特工業。飛雅特公司為飛雅特以及佳士拿的乘用車及輕型商用車業務的母公司，飛雅特工業為Iveco、CNH農具與FPT工業海洋公司的母公司。

## 歷史

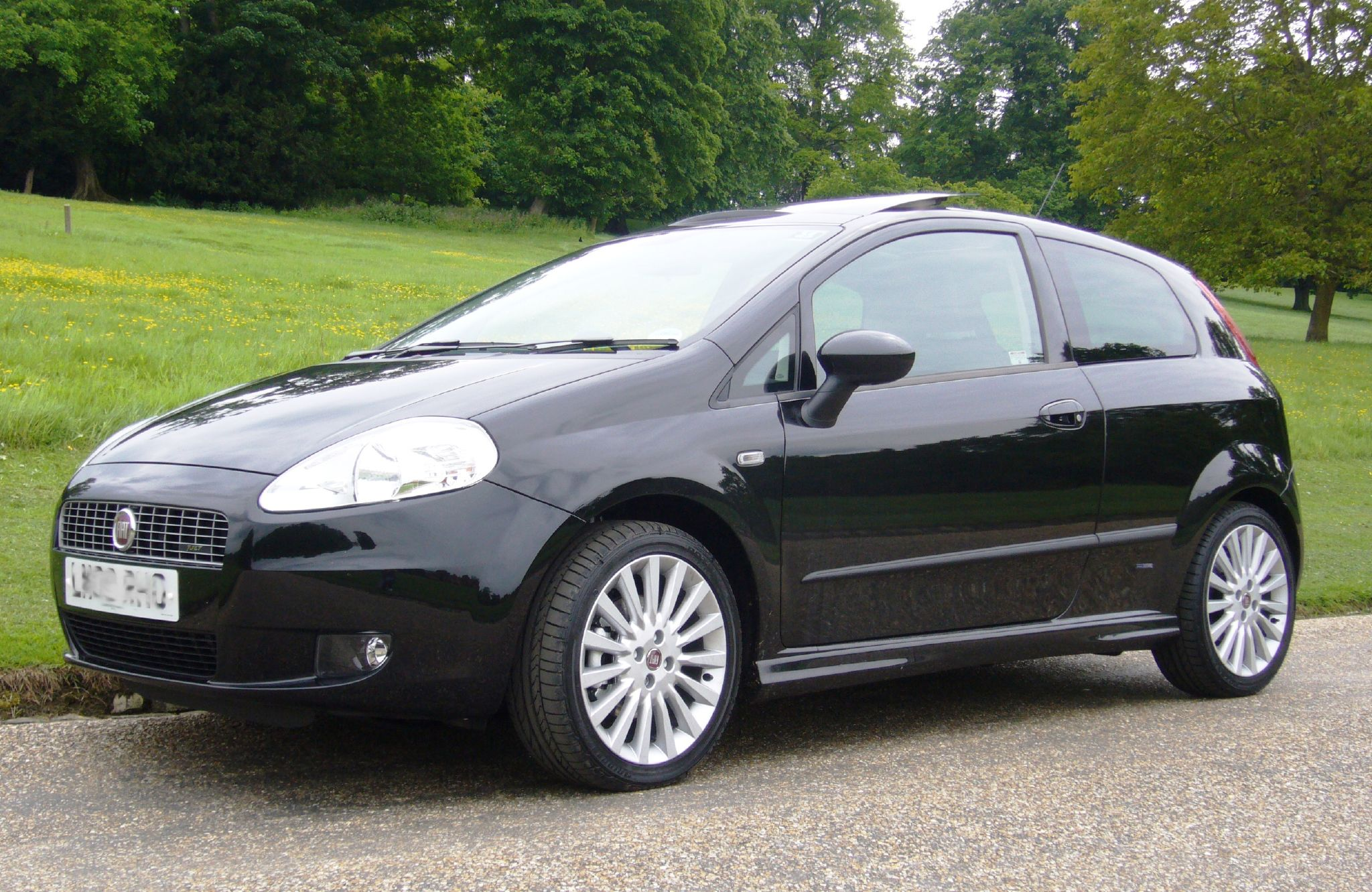
Fiat Grande Punto

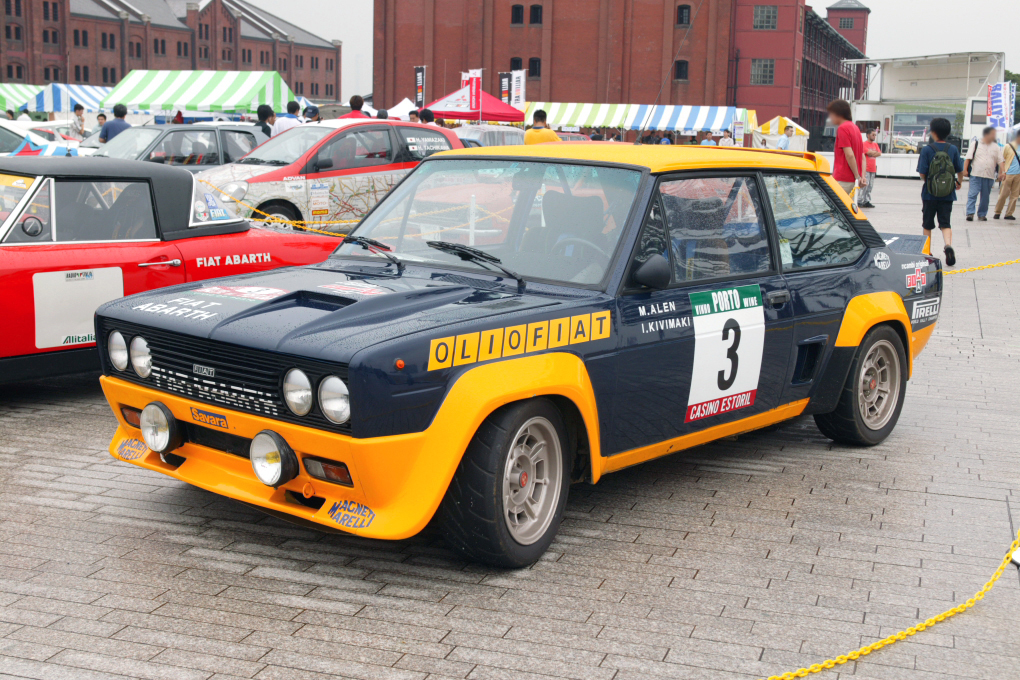
Fiat 131

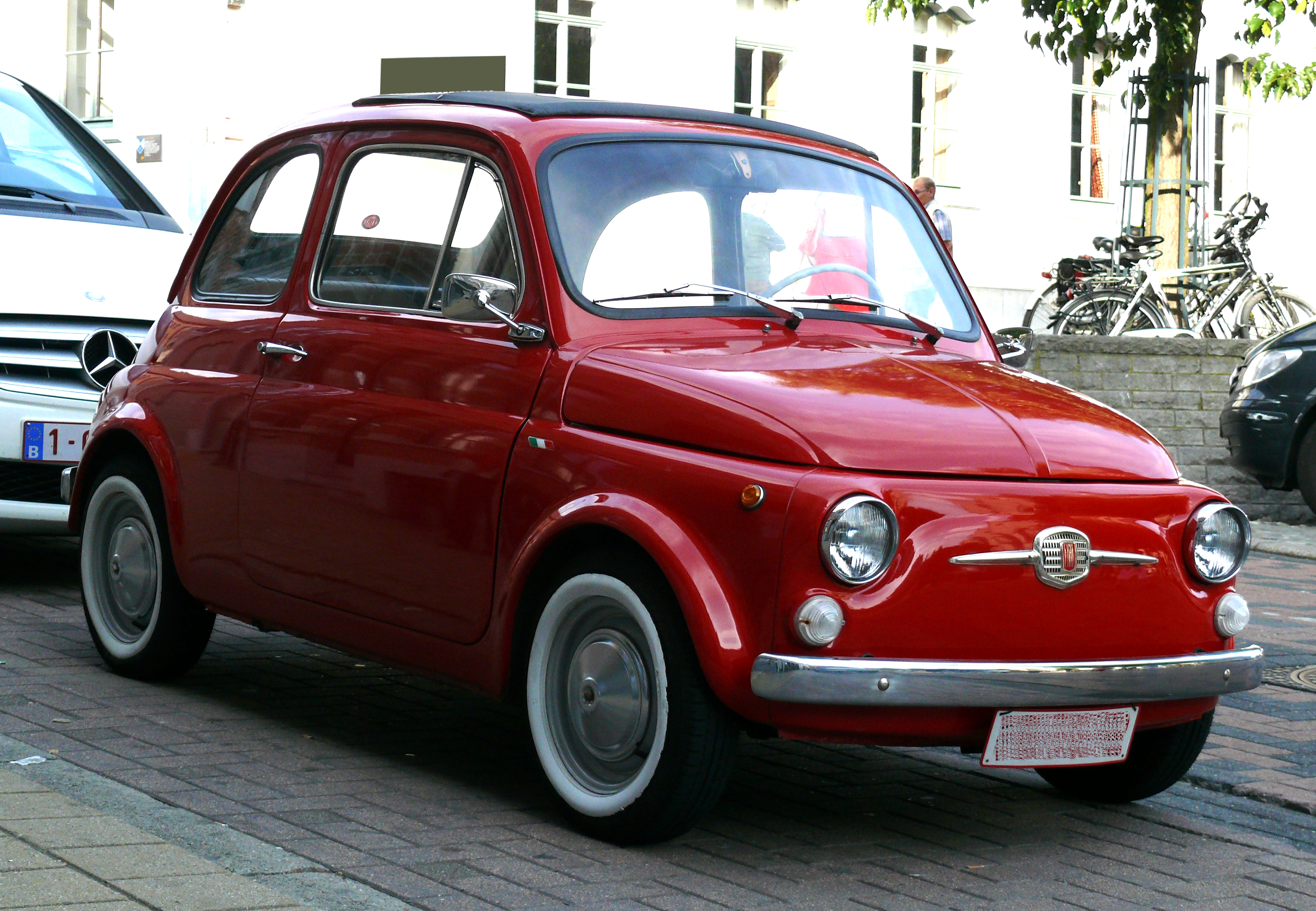
Fiat 500

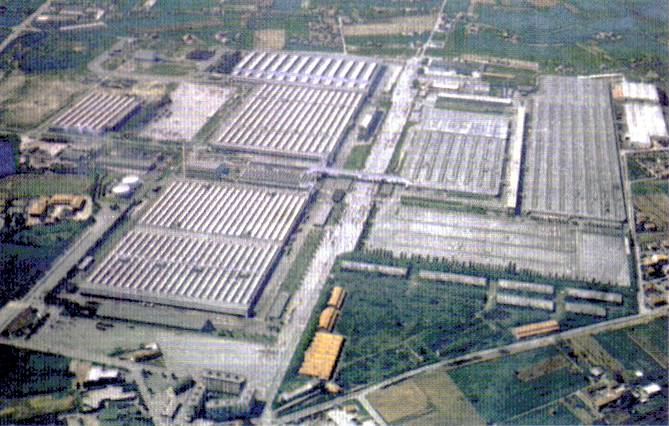
杜林工廠

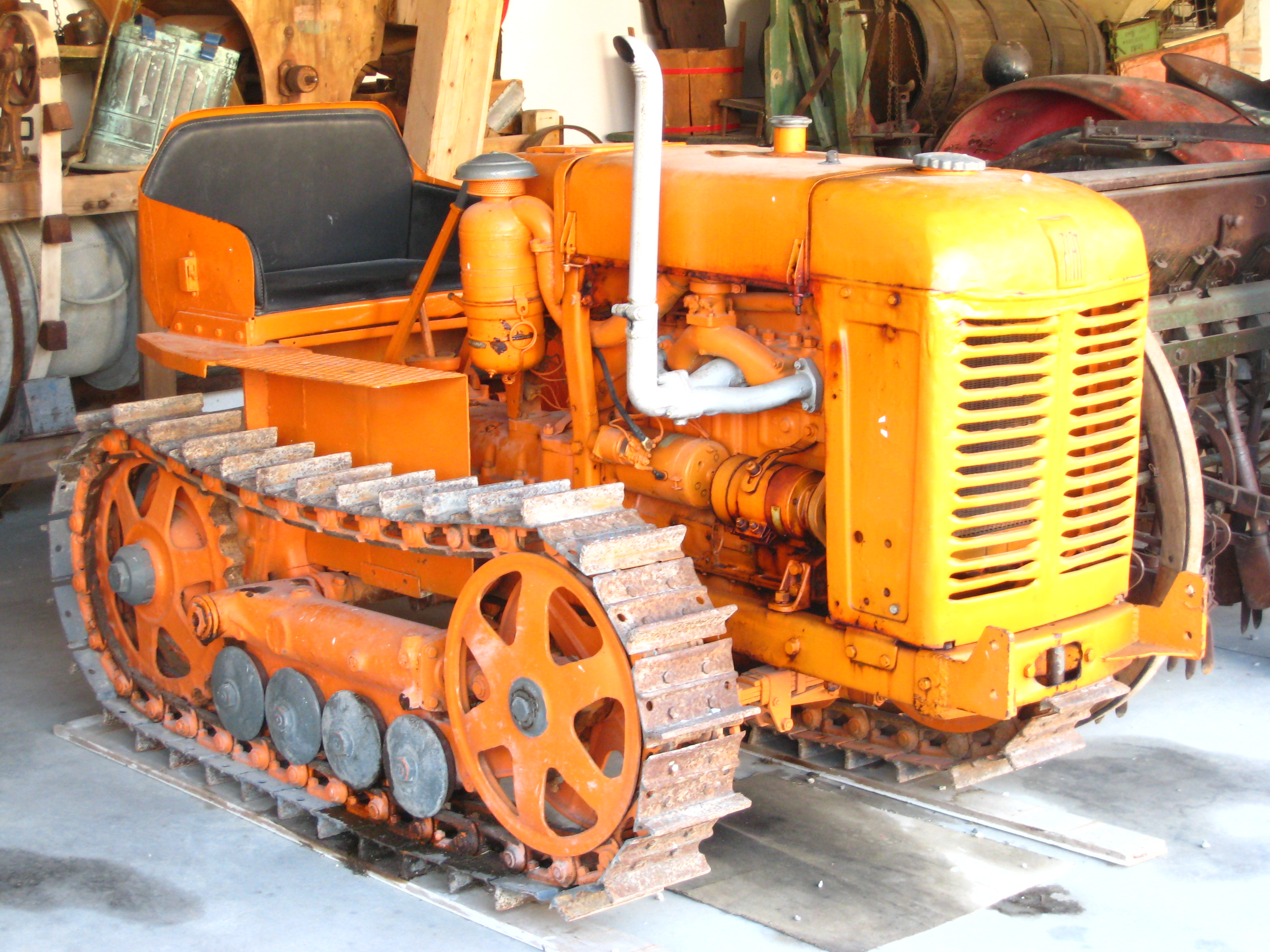
菲亚特拖拉機

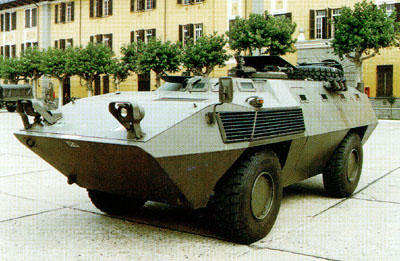
飛雅特6614裝甲車

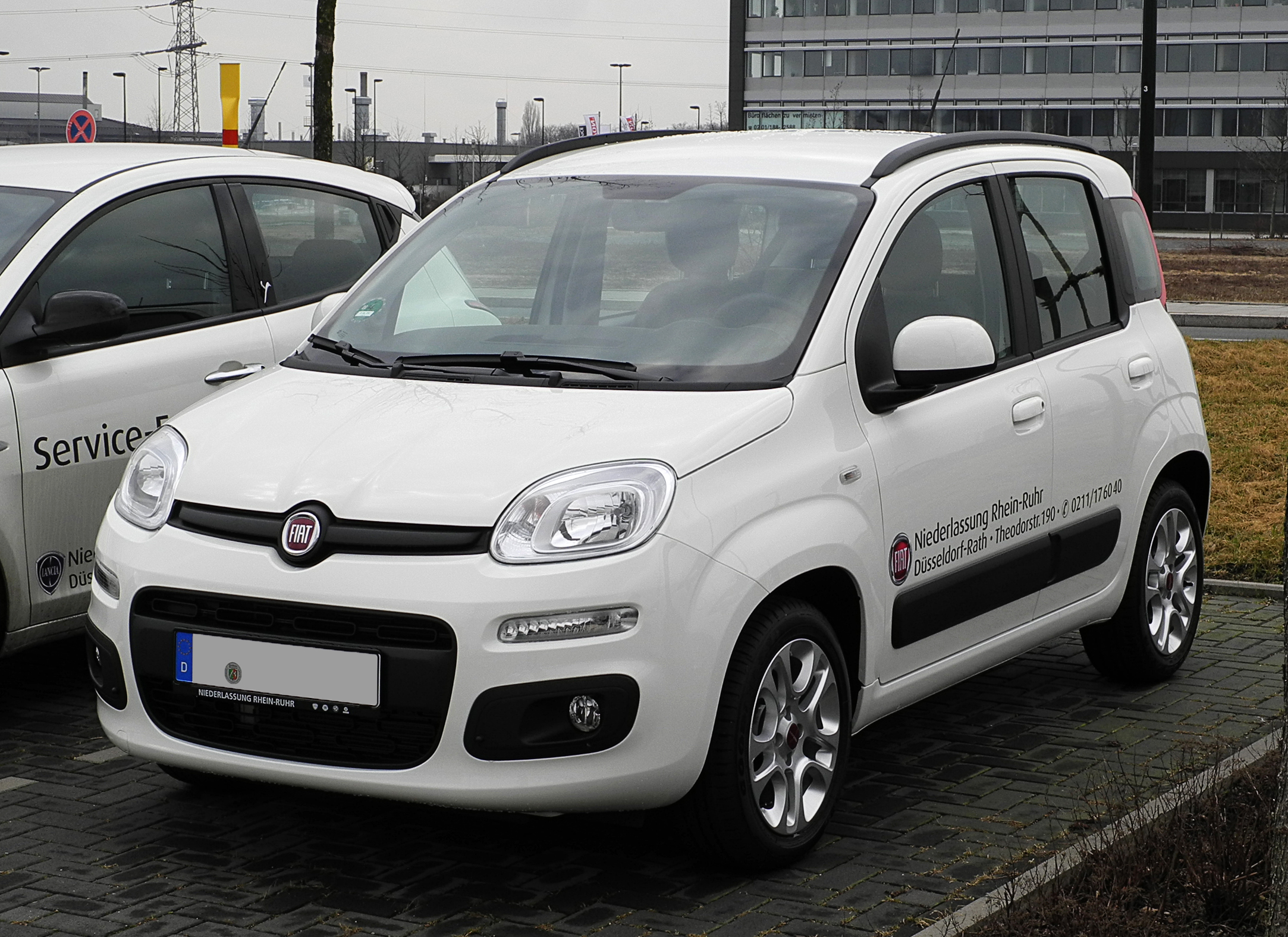
菲亚特Panda（2012年）

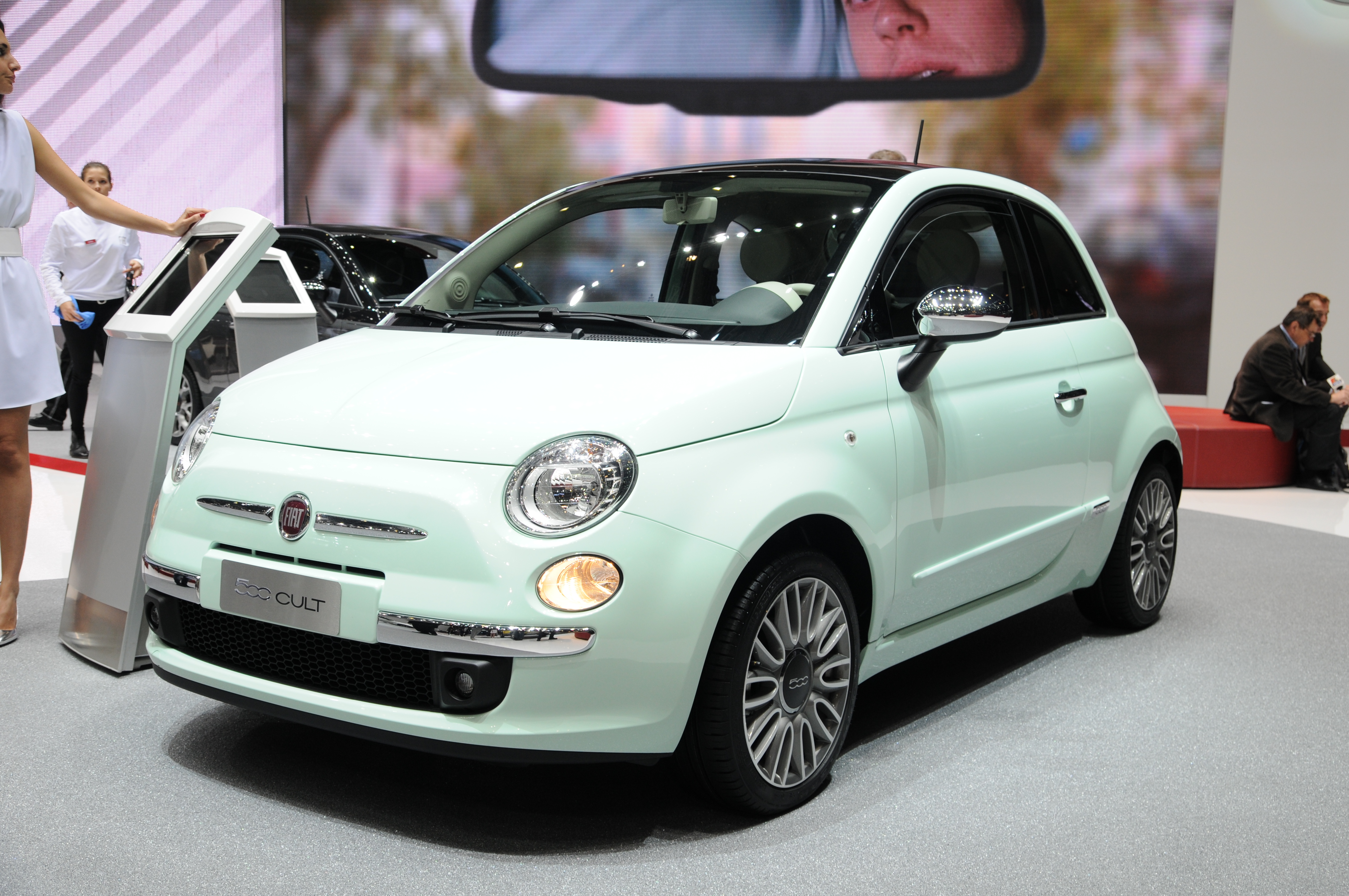
快意500（2014年）

飛雅特由陸軍退役軍官喬瓦尼·阿涅利（Giovanni Agnelli）與合夥人買下一家小車廠Ceirano&C和其原型車於1899年創立，公司名稱「FIAT」是「Fabbrica Italiana Automobili Torino」首字母的縮寫，意為意大利都靈汽車工廠。第一款車Tipo A只生產了八輛，之後一位員工Vincenzo Lancia 1900年贏得賽車冠軍後銷量開始增加。1903年起由私家車生產擴展到貨車生產並多角化經營，1903年開始生產船舶引擎，1908年開始生產飛機引擎，1909年開始生產腳踏車，1919年開始生產農耕機，一次世界大戰時幫義大利陸軍生產拖曳能力達一百公噸的拖砲車，旗下的SIA公司則生產超過1300架軍用飛機。在1920年代，歐洲很多計程車都是採用快意汽車。1923年快意推出可載四名乘客的飛機，並興建了當時歐洲最大之汽車生產廠房。1925年飛雅特推出全球第一部柴油電力火車頭EL440，1931飛雅特在西班牙巴塞隆納成立工廠，此工廠後來成為SEAT汽車，1935年在法國設立Simca汽車。
一手創立並長期掌控快意的阿涅利家族在二次大戰時與當時墨索里尼政府有密切關係，並提供大量軍用車輛予墨索里尼軍隊。墨索里尼倒台後，希特勒派兵接管義大利北部，飛雅特員工以消極緩慢工作來抗議。1946年阿涅利家族被新政府趕出快意。然而在1963年，喬瓦尼·阿涅利之孫贾尼·阿涅利（Gianni Agnelli）成功取得快意控制權，並買下Lancia車廠以及法拉利一半的股權，1969年蘇聯擴大汽車工業，與飛雅特合作成立VAZ車廠，即後來的LADA汽車。1975年與西德卡車廠合資成立Iveco卡車公司，1976年賣掉旗下的飛機製造公司。其主席任期一直到1996年為止。賽車方面1977年、1978年、1980年飛雅特獲得三次世界拉力賽(WRC)總冠軍。1987年買下Alfa Romeo汽車公司，1988年推出的飛雅特Tipo車款以全球自動化最高的工廠來生產，由403具機器人組裝汽車。
2013年1月1日菲亚特同意斥資43.5億美元，向聯合汽車工會（UAW）旗下的退休工人醫療信託基金收購佳士拿餘下41.5%股權，交易完成後，菲亚特將全資擁有該美國第三大車廠。

## 技術
飛雅特1954年的概念車Turbina以0.14的風阻係數保持汽車最低風阻紀錄達三十年。飛雅特擁有引擎可變汽門正時技術專利，在1980年代是全球最早將可變汽門正時技術量產上市的車廠，應用在集團旗下的Alfa Romeo車上。
飛雅特汽車在1990年代發明創新的高壓共軌柴油引擎（High Pressure Common Rail）專利技術，大幅改善柴油引擎的汙染、噪音與震動，並保有柴油引擎省油耐用的優點。該柴油引擎1997年率先使用在同集團的Alfa 156車款上，另將此技術售於德國最大汽車零件廠Bosch轉賣給其他車廠使用。
飛雅特也是最早普及電腦控制自動手排的車廠，將傳動效率比自排好的手排變速箱交由電腦控制離合器和自動變速換檔，保有手排變速箱的高傳動效率與自排的便利性，是源自一級方程式賽車的觀念。一開始使用在市售版法拉利跑車上，然後使用在Alfa Romeo 156車上。現在飛雅特旗下包括小型車Panda二代也可選用這具自動手排變速箱。
2009年飛雅特又發明MultiAir全電腦控制進氣門系統，讓引擎不再需要使用凸輪軸來控制進氣門，進氣門正時與揚程全由引擎電腦程式透過電子液壓機構精確調整控制，讓汽油引擎的性能與省油性大幅提升，背後牽涉的引擎電腦程式設計相當複雜困難，是汽車界突破性的科技，2010年英國BBC汽車媒體Top Gear指出這系統對汽門正時與揚程的控制範圍遠遠超過其他車廠現有的可變進氣與揚程系統，頒給年度引擎獎,英國CAR雜誌則頒給年度科技獎。

## 歐洲年度代表車（Car of the year）
1967 - Fiat 124

1970 - Fiat 128

1972 - Fiat 127

1984 - Fiat Uno

1989 - Fiat Tipo/Tempra

1995 - Fiat Punto

1996 - Fiat Bravo/Brava

2004 - FIAT Panda

2008 - FIAT 500

## 佳士拿
2009年1月20日美国佳士拿車廠與意大利快意車廠初步達成一項沒約束力的策略性聯盟協議，快意同意向佳士拿提供汽車資產及科技，以換取對方35%股權。建議下，快意不會對佳士拿進行現金投資，但會提供小型車科技平台，以及環保及節能引擎技術。
2009年4月30日佳士拿和華府計劃透過申請破產，把前者最佳資產，包括旗下品牌Jeep及Dodge Ram等，以20億美元（約156億港元）售予新公司「新佳士拿」（New Chrysler），該20億美元作償還債務，而新公司將由快意全面管理。
在是次破產重組計劃中，華府會在破產期內向佳士拿提供30億至35億美元貸款，加拿大和安大略省政府聯合提供37.75億加元，倘佳士拿完成破產程序，華府會再提供貸款45億美元（約351億港元），即美加兩國共再提供約800億元貸款。
佳士拿原母公司、私募基金Cerberus放棄佳士拿股權，聯合汽車工會（UAW）、快意、華府和加拿大政府將分別持有新公司股權55%、20%、8%及 2%。倘快意滿足個別目標，如在美國引入節能引擎等，持股量可增至35%，如果新佳士拿能夠償還華府貸款，預期快意到2013年持股量更可增至51%
佳士拿申請破產後，金融服務公司Chrysler Financial會併入通用汽車旗下金融服務公司GMAC，GMAC將為佳士拿汽車買家和分銷商提供融資。

## 快意/歐寶（Fiat/Opel）
2009年5月5日飛雅特集團將旗下核心汽車業務分拆出來，與美國佳士拿和通用汽車歐洲分公司合併，成為僅次於日本豐田的全球第2大車廠，根據新計劃，從母公司飛雅特（Fiat）集團分拆出來的快意汽車（Fiat Auto），在與通用汽車歐洲分公司（General Motors Europe）和美國佳士拿（Chrysler）合併後，新公司將包括歐美多個汽車品牌，包括歐寶（Opel）、紳寶（Saab）等，每年汽車銷售量達600萬至700萬、營業額達8220億港元。
至於目前飛雅特集團旗下的頂級名車法拉利和瑪莎拉蒂（Maserati），預計繼續附屬於母公司。然而通用汽車後來決定自己保留Opel汽車，紳寶則出售予荷蘭跑車生產商世爵，而快意代理權由太古旗下躍達汽車奪得。

## 外部連結
- 飛雅特汽車 （页面存档备份，存于）
- removable window tint